# Хрящ-молочник червоно-коричневий
Хрящ-молочник червоно-коричневий (Lactifluus volemus) — їстівний гриб з родини сироїжкових — Russulaceae.

## Будова
Шапка 3-10(15) см у діаметрі, товстощільном'ясиста, опукло- або плоскорозпростерта, у центрі увігнута, червоно-оранжево-коричнева, коричнева-червоно, червоно-рудо-коричнева, до краю світліша, суха, тонкоповстиста, згодом гола. Пластинки жовтувато-білуваті, потім світло-вохряні, пізніше червонувато-вохряні, при натискуванні коричневіють. Спори 8-12 Х 7-11 мкм, з рідкими бородавками. Ніжка 3-10(12) Х 0,8-3,5 см, щільна кольору шапки або світліша, гола, від дотику темніє. М'якуш білуватий, жовтуватий, при розрізуванні на повітрі коричневіє, згодом бурів (всередині ніжки не змінюється), мав запах оселедця, приємний (пізніше неприємний) на смак. Молочний сік білий, на повітрі не змінюється, при підсиханні трохи сірів, буріє.

## Поширення та середовище існування
В Україні поширений на Поліссі, в Лісостепу та Прикарпатті. Росте у листяних (дубових), хвойних та мішаних лісах; у липні — жовтні.

## Практичне використання
Добрий їстівний гриб. Використовують свіжим, про запас засолюють.